# Lazar Mojsov
Lazar Mojsov (Negotino kod Velesa, 19. prosinca 1920. – Beograd, 25. kolovoza 2011.), diplomat, sudionik Drugog svjetskog rata u partizanima i društveno-politički radnik SR Makedonije i SFRJ. Predsjednik SFRJ od 15. svibnja 1987. do 15. svibnja 1988. godine.

## Životopis
Doktorirao je na Pravnom fakultetu u Beogradu. Obavljao je iduće važne partijske i političke dužnosti:
- javni tužitelj NR Makedonije od 1948. do 1951. godine
- ravnatelj Novinsko-izdavačkog poduzeća „Nova Makedonija“
- veleposlanik SFR Jugoslavije u Sovjetskom Savezu i NR Mongoliji od 1958. do 1961. i u Austriji od 1967. do 1969. godine
- pomoćnik državnog tajnika za vanjske poslove
- ravnatelj Instituta za radnički pokret
- ravnatelj i glavni i odgovorni urednik Novinsko-izdavačkog poduzeća „Borba“
- veleposlanik SFR Jugoslavije u Ujedinjenim narodima, Gvajani i Jamajci od 1969. do 1974. godine
- predsjednik Glavne skupštine Ujedinjenih naroda od 1977. do 1978. godine
- predsjednik Predsjedništva Saveza komunista Jugoslavije od 20. listopada 1980. do 20. listopada 1981. godine
- od 1974. zamjenik ministra, a od 17. svibnja 1982. do 15. svibnja 1984. godine ministar vanjskih poslova SFR Jugoslavije
- član Predsjedništva SFR Jugoslavije od 1984. do 1989. godine
- predsjednik Predsjedništva SFR Jugoslavije od 15. svibnja 1987. do 15. svibnja 1988. godine